# Choceňská mlékárna
Choceňská mlékárna s.r.o. je tradiční český potravinářský podnik se sídlem v Chocni v okrese Ústí nad Orlicí v Pardubickém kraji.

## Historie
Choceňská mlékárna zahájila svoji činnost v roce 1928 tehdy v Kinského velkostatku. Prvními produkty mlékárny byly konzumní mléko, čerstvé máslo, smetana a sýry. V roce 1929 došlo k faktickému právnímu založení firmy.
V letech 1942 až 1957 se podnik zabýval i výkupem jatečné drůbeže.
V roce 1979 byla zahájena výroba pomazánkového másla (dnes nazýváno tradiční pomazánkové), které dodnes patří k nejprodávanějším produktům mlékárny. Roku 1984 byla zahájena výroba smetanových choceňských jogurtů a ukončena výroba mléka a smetany.
V roce 1992 se stala vlastníkem mlékárny společnost Zamilk spol. s r.o. Roku 2000 mlékárna otevřela nový expediční sklad v Chocni ve Vysokomýtské ulici. V roce 2002 se mlékárna stává součástí holdingu ACCOM. Od roku 2017 podnik nasadil plně robotizovanou koncovku balení tradičního pomazánkového.
Od roku 2014 nesmí mlékárna po sporech České republiky s Evropským soudním dvorem používat název pomazánkové máslo, které bylo přejmenováno na tradiční pomazánkové. Samotná změna názvu produktu stála mlékárnu 1,7 mil. Kč.

## Současnost
Choceňská mlékárna je členem holdingu ACCOM, do kterého dále patří například i Bohušovická mlékárna. Své produkty nabízí i ve vlastní podnikové prodejně v Kollárově ulici v Chocni.

## Produkty
- Smetanové jogurty: bílý, borůvkový, višňový, broskvový, malinový, jahodový, čokoládový, čoko-oříšek, stracciatella, brusinkový, pomeranč-citron, dračí ovoce (malé balení 150 g, balení MAX 380 g)
- Jemný tvaroh
- Tradiční pomazánkové
- Smetanové pomazánky
- Kyška
- Choceňský Nuty, Choceňská snídaně

## Zajímavosti
Choceňská mlékárna je největším tuzemským dodavatelem tradičního pomazánkového na českém trhu. Ročně mlékárna prodá 22 milionů kusů tohoto výrobku.